# Une journée particulière (livre)
Pour les articles homonymes, voir Une journée particulière (homonymie).
Une journée particulière est un livre de Anne-Dauphine Julliand publié en 2013.

## Résumé
Le 29 février, Thaïs, fille d'Anne-Dauphine et de Loïc, aurait eu huit ans. Elle est morte de leucodystrophie métachromatique vers trois ans. Gaspard a neuf ans, Arthur trois ans, Azylis, cinq, et a la leucodystrophie elle aussi. Elle a reçu peu après sa naissance une greffe de moelle osseuse mais les médecins ne se prononcent pas sur le diagnostic. Elle a quatre séances de kinésithérapie par semaine et depuis quelques mois, elle ne parle plus. Chaque jour, Anne-Dauphine brûle une bougie pour Thaïs.